# اچ‌ام‌ای‌اس سی میست
اچ‌ام‌ای‌اس سی میست (به انگلیسی: HMAS Sea Mist) یک کشتی است. این کشتی  در سال ۱۹۳۹ ساخته شد.